# Vladimir Sjoechov
 Vladimir Grigorjevitsj Sjoechov (Russisch: Владимир Григорьевич Шухов) (Grajvoron (nabij Belgorod), 28 augustus [O.S. 16 augustus] 1853 – Moskou, 2 februari 1939) was een Russisch ingenieur, architect, natuurkundige en uitvinder. Hij studeerde af als ingenieur aan de Technische Hogeschool in Moskou.
- De eerste thermische kraakmethode, het sjoechovkraakprocedé (patent 12926), werd in 1891 door Sjoechov uitgevonden.
- Sjoechov is vooral bekend als de uitvinder van de hyperboloïde structuur. Het eerste hyperboloïde gebouw ter wereld is de Adziogol-vuurtoren, een stalen, open roostertoren, die staat in Polibino (Oblast Lipetsk, Rusland). De toren werd ontworpen in 1910[1] en gebouwd in 1911. Het ontwerp is gebaseerd op het Russische octrooi nr. 1896, dat op 12 maart 1899 door Sjoechov werd verworven. Drie belangrijke elementen daarbij zijn: kolommen, ringen en beugels. Een bekend hedendaags hyperboloïde gebouw is de Canton Tower in Guangzhou in de Chinese provincie Guangdong.
- Sjoechov is het beroemdst geworden door zijn ontwerpen voor het warenhuis GOeM (1893), het station Kiev (1917) en de Sjabolovka-toren (1922) in Moskou.
- In 1927 werden onder leiding van Sjoechov pijpleidingen aangelegd van de aardolievelden bij Majkop en Grozny naar de haven van Toeapse.
- Ook was hij betrokken bij het ontwerpen van het Poesjkinmuseum.

De laatste jaren komen zijn ontwerpen steeds vaker in de verdrukking. Van de nog overgebleven hyperboloïde structuren verkeren veel in slechte staat. Een groot aantal andere zijn inmiddels vervangen door andere gebouwen of gesloopt voor het ijzer. In 2010 werd in Guangzhou (China) de Canton Tower, een 600 meter hoog hyperboloïde gebouw geopend.
| |  |                              |
| Sjoechovs hyperboloïde structuur voor de industrie- en ambachtstentoonstelling in Nizjni Novgorod van 1896 |  | Sjoechovs vuurtoren uit 1911 |

- Bibliothèque nationale de France: cb12219743c (data)
- Gemeinsame Normdatei: 118900234
- International Standard Name Identifier: 0000 0000 8389 3609
- Library of Congress Control Number: n81110397
- Nationale Bibliotheek van Tsjechië: js2005303620
- Nationale Bibliotheek van Israël: 987007428723205171
- Nationale Bibliotheek van Polen: a0000001884735
- Nederlandse Thesaurus van Auteursnamen: 078400880
- PIC: 390259
- RKD-Nederlands Instituut voor Kunstgeschiedenis: 316202
- Système universitaire de documentation: 15542954X
- Union List of Artist Names: 500472393
- Virtual International Authority File: 64805894
- WorldCat: E39PBJx8ymD84DQbtRpfccHt8C